# Huis te Meteren
Het Huis te Meteren of Kasteel Meteren was voor 1766 een kasteel daarna tot 1907 een adellijk huis, gelegen in het Gelderse Meteren in Nederland.
Het werd in 1253 voor het eerst in historische bronnen genoemd. In 1253 werd Meteren, dat behoorde tot Malsen, door Otto van Bentheim overgedragen aan de graaf Otto II van Gelre. Deze gaf het direct in leen terug aan de graaf van Bentheim. In 1306 ging de heerlijkheid Malsen en Meteren als leen over aan het adellijke geslacht Van Cuyck van Meteren, die de Heerlijkheid Meteren in bezit had van circa 1450 tot 1694.

## Verschillende eigenaren
In de volgende eeuwen noemden de heren van Meteren zich afwisselend van Meteren of Cuyck van Meteren en heeft het toebehoord aan verschillende eigenaren waaronder Balthasar van Cuijck van Meteren. Het was een belangrijk geslacht in het rivierengebied. Toen Jacob van Cuyck in 1694 kinderloos stierf, kwam er een einde aan het bezit van de heerlijkheid door deze familie. Cornelis van Aerssen, een neef van Jacob van Cuyck, kreeg Meteren in zijn bezit. Zijn kleinzoon Albrecht van Aerssen Beyeren nam het bezit in 1766 over en liet het kasteel Meteren volledig afbreken, om op de fundamenten een herenhuis te bouwen. Ook liet hij de weg over de Linge, en die naar Tiel bezanden. Bij de brug over de waterloop ‘de Mark’ bouwde hij een tolhuis. Het staat er nog steeds. Het heeft dienstgedaan tot 1899.
"2 augustus 1771, Overeenkomst tussen A.N. Aartsen Beijeren heer van Meteren en den magistraat van Bommel om op kosten van den eerstgenoemde den binnenweg lopende van het veer van Geldermalsen naar en door Meteren tot aan de brug te bezanden en te onderhouden op die brug een tolhek te stellen en daar een tol of weggeld te heffen Reces en Accoordenboek III bladz 267 292 V bladz 11 Wat de brug betreft gaat het hier om de brug over de waterloop ‘de Mark’ De begrinding van de kleiweg van Meteren naar Deil 2904 el door de polders van Meteren, Geldermalsen en Deil gebeurde in 1858. Kosten fl. 5210 waarvan de provincie fl. 1860 bijdroeg. (Verslag aan de Koning over de openbare werken in het jaar 1858)".
In 1785 wordt Huis te Meteren verkocht aan mr. M.C. Pasques de Chavonnes, die het in 1790 weer verkoopt. In de periode die volgde is Meteren in het bezit geweest van verschillende families, waaronder in 1883 jhr. Paulus Anne van Beresteyn. Hij liet het huis restaureren en schilderen. In 1892 werd het publiek verkocht. Door gebrek aan belangstelling voor het huis met grond als geheel, viel het bezit uiteen en kwam in verschillende handen terecht.
De laatste eigenaar is J.Ph. Michaël, die het in 1895 huurde. Hij richtte het huis in als christelijke inrichting voor zenuwlijders en noemde het ‘Genezareth’. In 1903 werd de inrichting opgeheven en kwam het huis leeg te staan.

## Over 't Huis te Meteren
In het boek Hedendaegsche historie, of tegenwoordige staet van alle volkeren uit 1741 wordt het Huis te Meteren beschreven als een fraai herenhuis.
In Meteren, aan den gewoonen ryweg van Geldermalsen naar Bommel, Staat een fraai Heeren-huis, 't Huis te Meteren genoemd. Het is een vierkant nieuwerwets gebouw, met een ruimen voorhof, stalling, koets en tuinmanshuizen. Het heeft een ophaalbrug en ligt rondom een gracht. Voor is het omringd met fraaie dreeven, tuinen en omplantingen. De Heer Kornelis van Aarlfen van Hoogerheide is eigenaar van dit huis.
Rondom het huis hoorden enkele boerderijen waar veelal een versterking aanwezig was. Daarnaast vonden er verschillende zaken plaats, waaronder het innen van pacht en de rechtspraak in een dagelijkse rechtbank. Aan de zuidzijde van de Blanckertseweg kent het terrein het toponiem ‘Hogen Hof’. Waarschijnlijk heeft hier een functionaris gezeteld van de hoge (landsheerlijke) rechtspraak. Daarnaast is ook melding gemaakt van de Huizen ‘hooge Gericht’, waaruit blijkt dat in Meteren zetels van een hoge en een lage rechtspraak bij elkaar lagen. Het Huis te Meteren is voor 1400 nog niet genoemd in historische bronnen, maar er wordt van uitgegaan dat dit huis onderdeel heeft uitgemaakt van de curtis. Deze curtis zal het gehele domeinhof omvat hebben, waar zowel de Hogen Hof als het latere Huis te Meteren toe behoord hebben. In Huis te Meteren zal de lage rechtspraak gevestigd zijn .
De vroegste afbeelding van het Huis dateert uit 1714, waarbij Huis te Meteren zowel op de tiendkaart van Meteren als van Geldermalsen is afgebeeld. Deze afbeelding toont een vierkant huis met een vierkante gracht. Het terrein van het Huis te Meteren is nog steeds als ‘vierkant’ herkenbaar in het landschap ten zuiden van het dorp. Vlak bij het Huis te Meteren heeft ook Huis Blanckenstijn gestaan aan dezelfde straat, waar zeer weinig over bekend is. Huis Blanckenstijn heeft gedurende circa 250 jaar ook op het hof gelegen, van de 16e tot het einde van de 18e eeuw. Waarschijnlijk heeft het huis tot dezelfde familie behoord als het Huis te Meteren, namelijk de familie Van Cuyck. Over Huis Blanckenstijn is weinig bekend. Ten oosten van het huis zijn aanwijzingen voor een tuin en mogelijke gracht. Aan de noordzijde kan een bijgebouw hebben gestaan, maar de relatie met Huis Blanckenstijn is onzeker. Huis Blanckenstijn is vóór 1790 afgebroken Beide kastelen zijn te zien op de tiendkaart van 1714. Huis Blanckenstijn moet vóór 1790 zijn afgebroken.
Huis Meteren werd in 1906 huis opgekocht door een bedrijf dat het vervolgens volledig afbrak. Dit geschiedde in 1907, waarbij een partij afbraak werd verkocht. Het interieur waaronder schilderijen kwamen voornamelijk in handen van museums. Ook vond men het wapensteen van het geslacht van Aerssen Beijeren. Het Wapen is gevierendeeld: I en IV: het St.Andrieskruis van het geslacht van Aerssen. II en III: wederom gevierendeeld: 1 en 4: spits geruit (Beijeren); 2 en 3: de zwarte leeuw van Henegouwen en de rode leeuw van Holland.
Bij de sloop van het slot werd dynamiet gebruikt om de kelders te slopen, waarbij bleek dat de fundamenten groter waren dan het huis. Bij recente opgravingen werden sporen van bebouwing, voorwerpen, munten en een slotgracht aangetroffen.

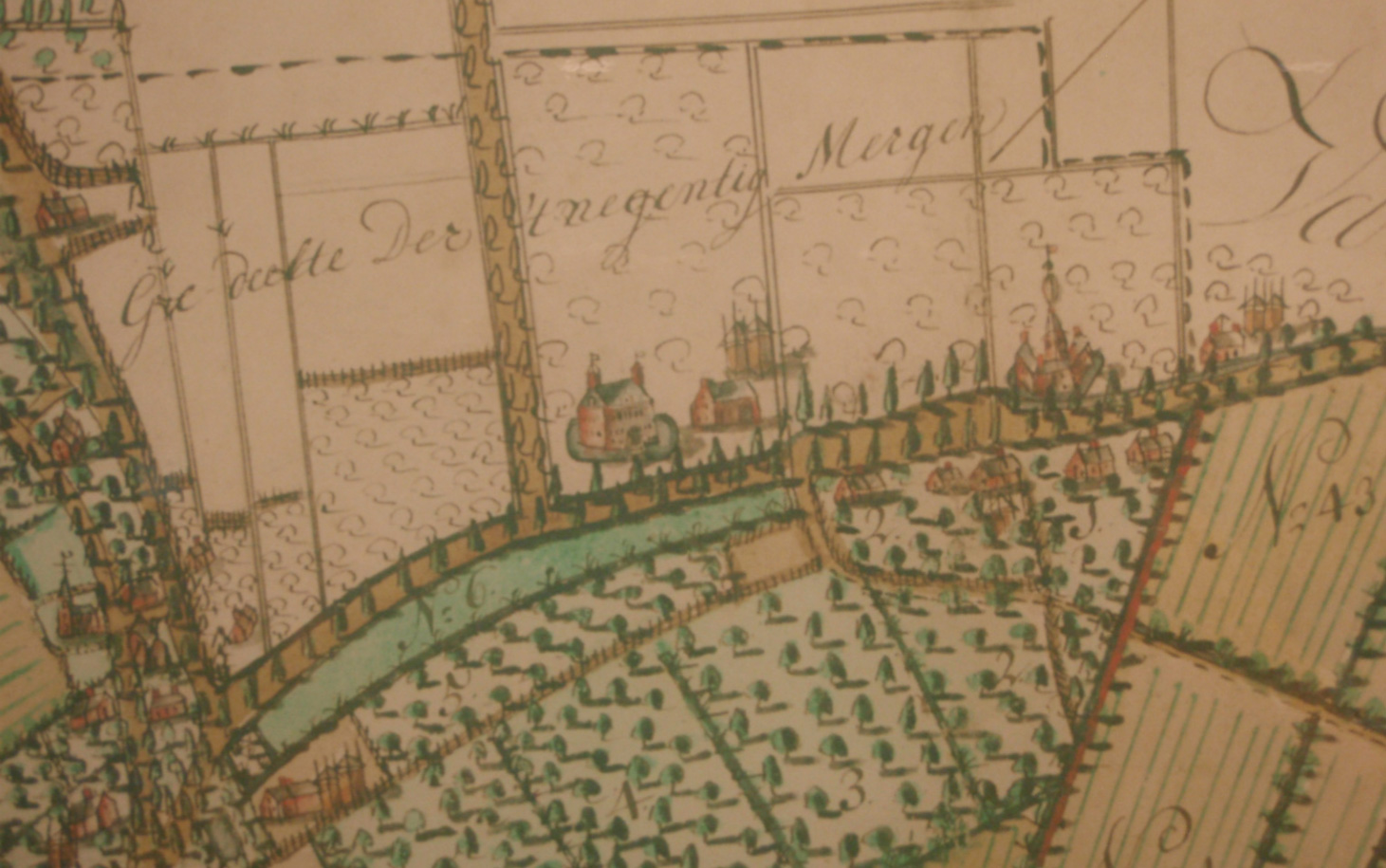
Tiendkaart van Meteren uit 1714. Huis Meteren met slotgracht en bijgebouwen zichtbaar.
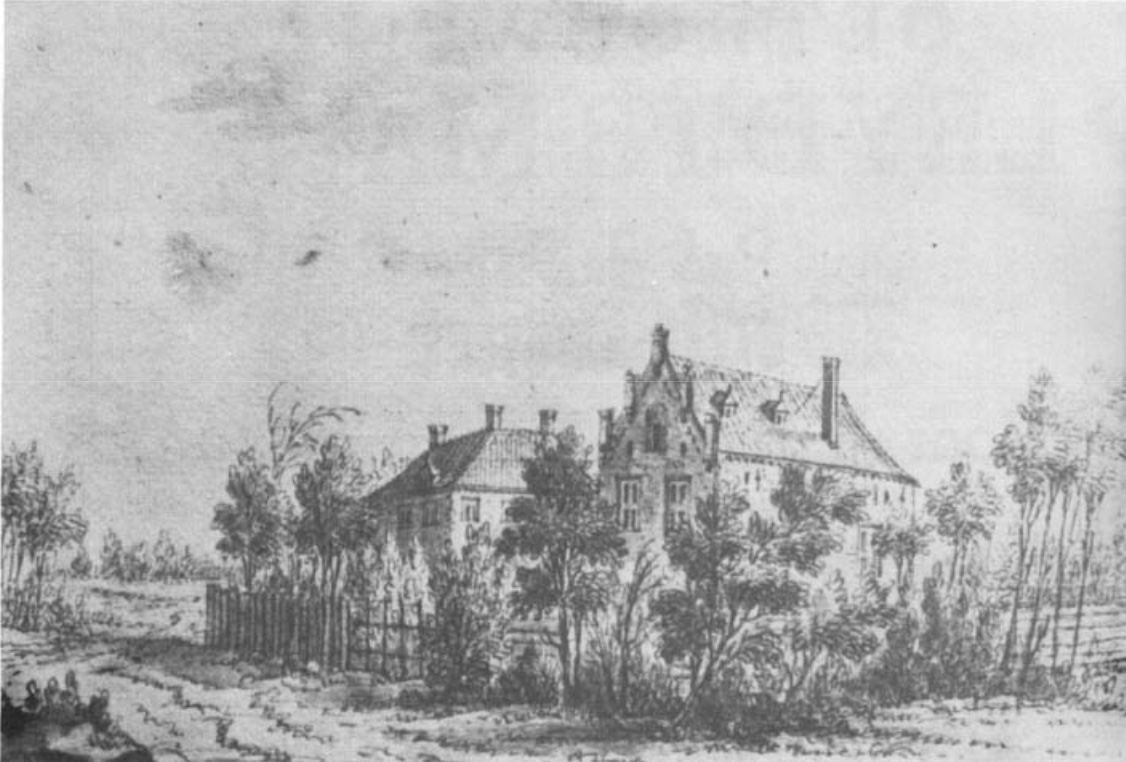
Kasteel Meteren begin 18e eeuw.
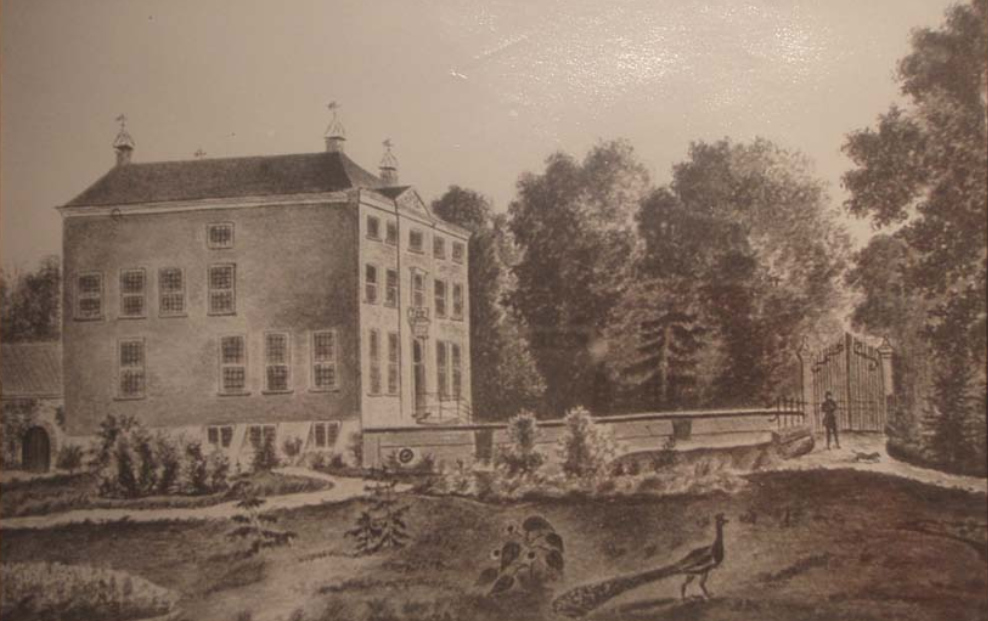
Schilderij - Huis te Meteren
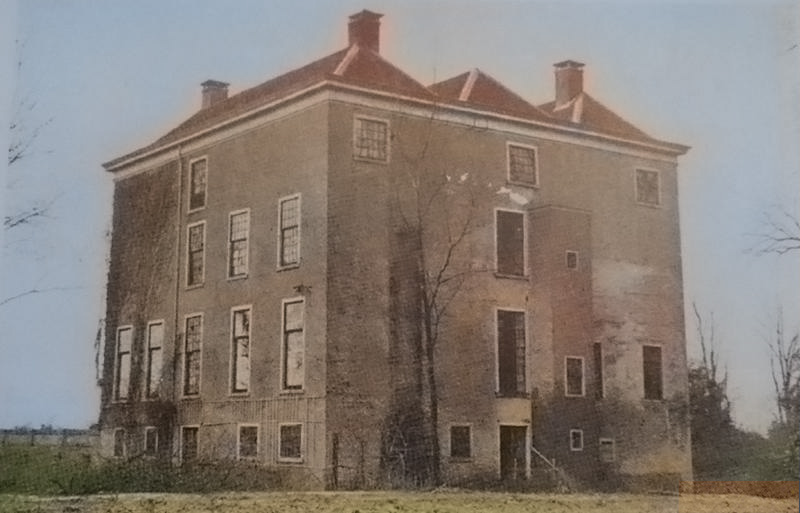
Huis Meteren in verval. Kort voor de sloop in 1907. Bijgebouw, gracht en koetshuizen zijn eerder al verdwenen.
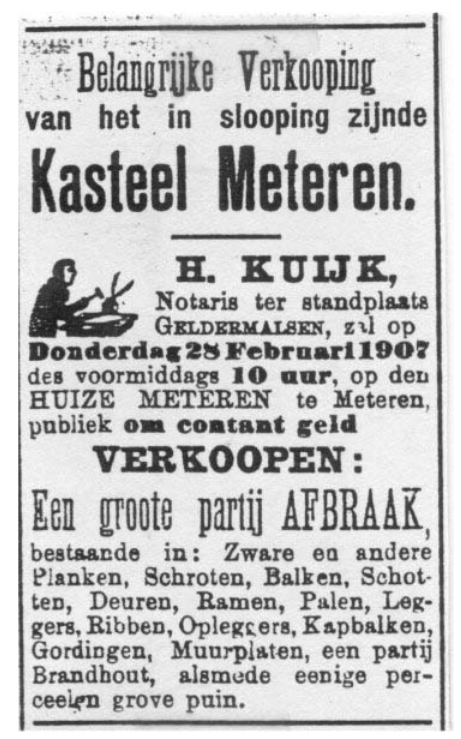
Krantenartikel over afbraak kasteel Meteren
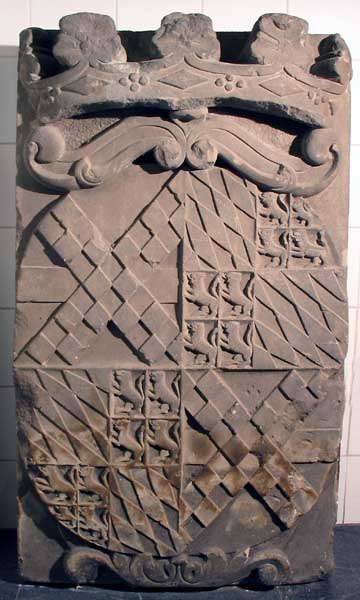
Wapensteen van het geslacht van Aerssen Beijeren van Voshol afkomstig van het in 1907 gesloopte huis te Meteren.
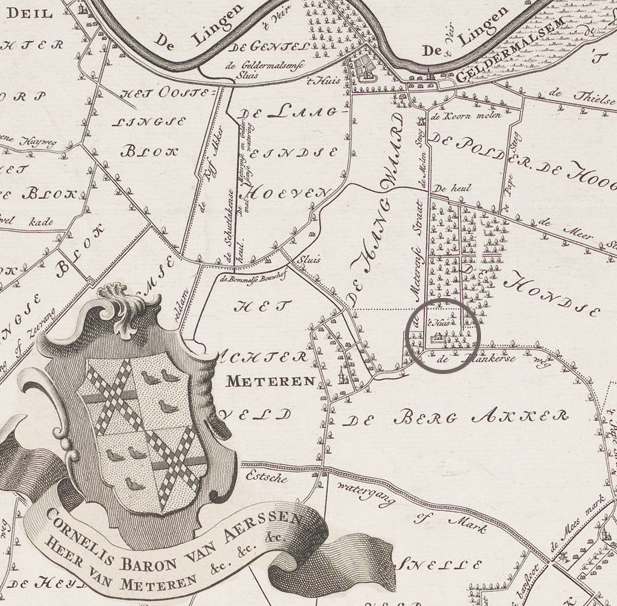
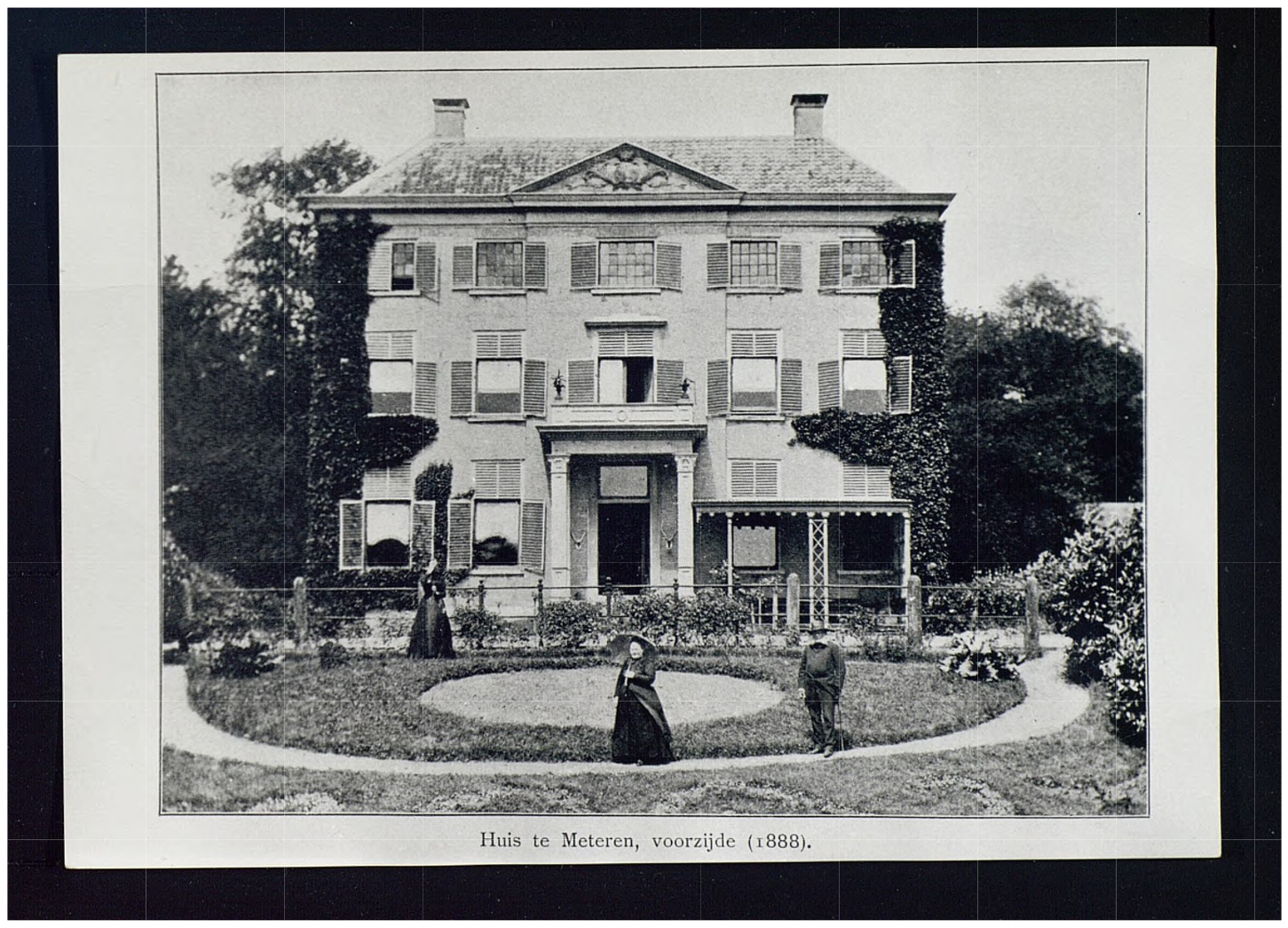
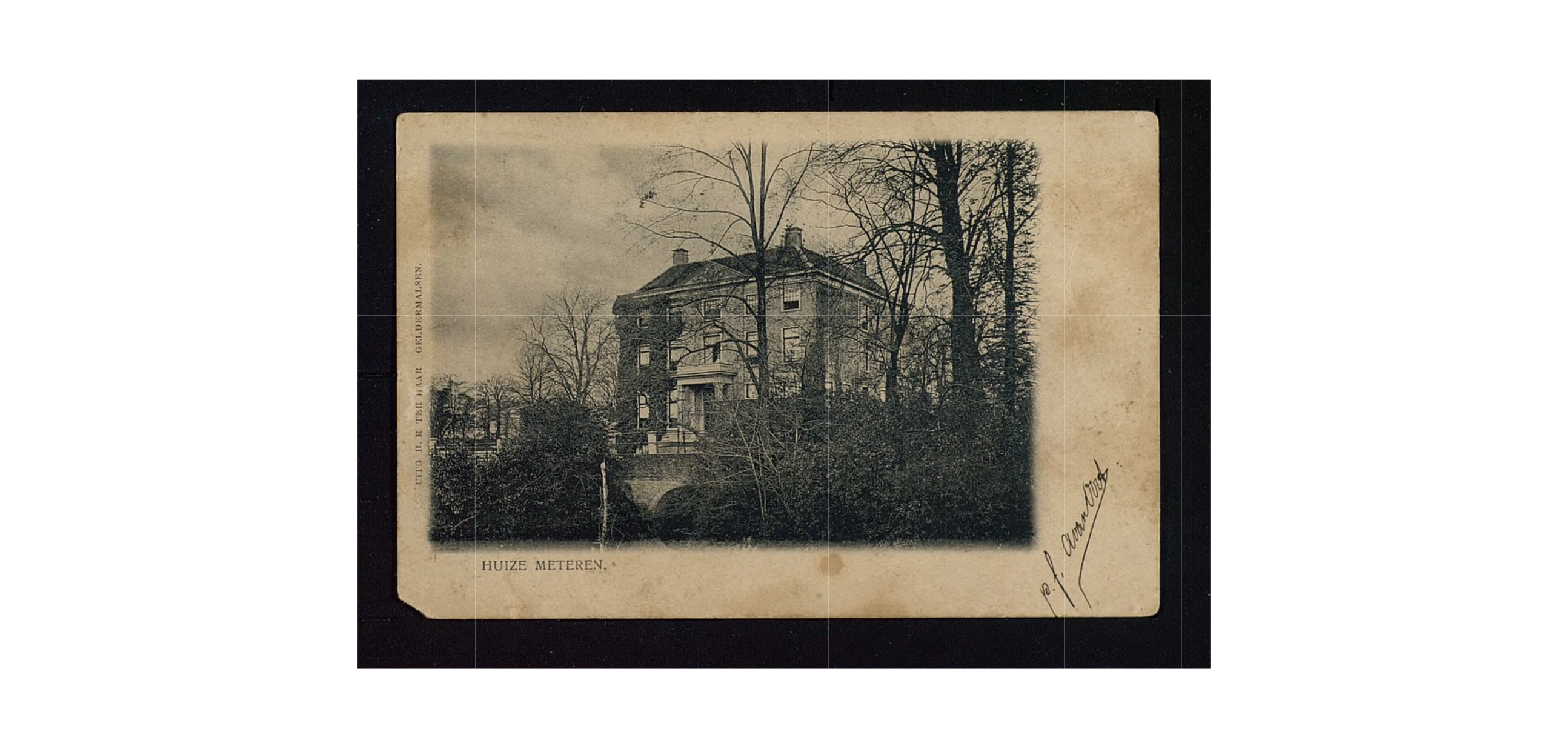